# Bathophilus pawneei
Bathophilus pawneei es una especie de pez de la familia Stomiidae en el orden de los Stomiiformes.

## Morfología
• Los machos pueden llegar alcanzar los 12,2 cm de longitud total.

## Hábitat
Es un pez de mar y de aguas profundas que vive entre 100-3.000 m de profundidad.

## Distribución geográfica
Se encuentra en el  Atlántico oriental (desde el Marruecos hasta Mauritania, y desde el Camerún hasta el Gabón), el suroeste del  Atlántico (Brasil), el Índico y el Pacífico.